# (1566) Ikar
(1566) Ikar – planetoida z grupy Apolla. 

## Odkrycie i nazwa
Została odkryta 27 czerwca 1949 roku w Obserwatorium Palomar przez Waltera Baadego. Nazwa planetoidy pochodzi od Ikara, syna Dedala w mitologii greckiej i nawiązuje do zbytniego zbliżenia się przez Ikara do Słońca. Przed nadaniem nazwy planetoida nosiła oznaczenie tymczasowe (1566) 1949 MA.

## Orbita i właściwości fizyczne
(1566) Ikar okrąża Słońce po mocno wydłużonej orbicie o mimośrodzie 0,83, osiągając w peryhelium odległość równą około 0,19 au, a zatem mniejszą niż wynosi promień orbity Merkurego. W tym czasie jego odwrócona ku Słońcu powierzchnia nagrzewa się nawet do 800 kelwinów.
Ikar przelatuje czasem (w czerwcu) w niezbyt dużej – w skali astronomicznej – odległości od Ziemi, jednak stosunkowo rzadko jest to mniej niż 6,4 mln km, jak to miało miejsce 14 czerwca 1968 roku; Ikar przeleciał wtedy w odległości 6,355 mln kilometrów od środka naszej planety. Bliski przelot miał miejsce 16 czerwca 2015 roku, kiedy to Ikar przeleciał w odległości 8,054 mln km od środka Ziemi, a kolejny bliski przelot będzie miał miejsce 13 czerwca 2043 roku, kiedy minie Ziemię w odległości 8,770 mln km od jej środka.
Od tej planetoidy pochodzi prawdopodobnie silny rój meteorów Arietydy.